# Paul Khoury

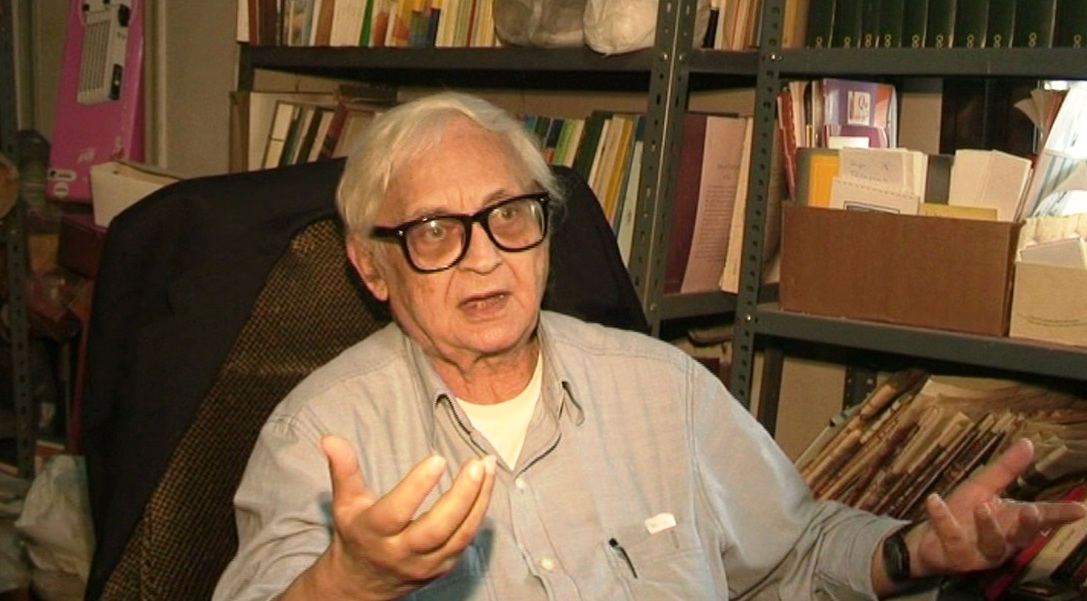
Paul Khoury

Paul Khoury (* 19. September 1921 in Derdghaya bei Tyrus, Libanon; † 24. November 2021) war ein libanesischer Philosoph mit Schwerpunkt Religionsphilosophie.

## Werdegang
Nach dem Studium der Literatur und Philosophie an der École Supérieure des Lettres in Beirut, welches er mit einem Lizenziat abschloss, studierte er Theologie, Philosophie und Islamwissenschaften in Rom (Gregoriana), Straßburg, Paris (bei Paul Ricœur und Maurice Merleau-Ponty) und Bologna. Er promovierte an der Fakultät für orientalische Studien der Universität Leiden (Niederlande) im Jahre 1965 mit einer Arbeit über Paul von Antiochien, melkitischer Bischof von Sidon (XII. Jahrhundert).
Er unterrichtete als Professor für Philosophie an verschiedenen universitären Fakultäten im Libanon (Université Saint-Joseph, Universität Saint-Esprit, Institut Saint Paul der Philosophie und Theologie, Harissa). Ferner war er Gastprofessor an den Universitäten Heidelberg und Münster.
Seine Forschungsschwerpunkte waren der Christliche Orient sowie die Beziehungen zwischen dem Christentum und dem Islam.
Paul Khoury ist der Bruder von Adel Theodor Khoury.

## Werke
- Jean Damascène et l’Islam. 1958.
- Paul d’Antioche, évêque melkite de Sidon (XIIe siecle). 1964.
- La religion et les hommes, Essais sur les dimensions anthropologiques de la religion. 1984.
- Islam et christianisme, Dialogue religieux et défi de la modernité 2. Auflage, Beirut, 1997.
- Le problème de l’homme. 2006.
- Monde arabe et mutation socioculturelle. Edingen-Neckarhausen: Deux Mondes, 2000.
- L’ islam et l'occident – islam et sécularité. Edingen-Neckarhausen: Deux Mondes, 1998.